# Cerimonia del ventaglio

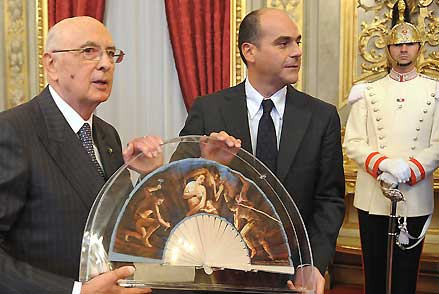
Il Presidente Giorgio Napolitano riceve il ventaglio da Pierluca Terzulli, Presidente dell'ASP, 28 luglio 2008

La cerimonia del ventaglio è il rito di consegna di un ventaglio decorato al Presidente della Repubblica Italiana e ai Presidenti della Camera dei deputati e del Senato, tradizionale omaggio da parte dell'Associazione stampa parlamentare (ASP), che si tiene annualmente tra la fine di luglio e i primi giorni di agosto, presso Palazzo del Quirinale, Palazzo Montecitorio e Palazzo Madama (o Palazzo Giustiniani), in vista della chiusura dei lavori parlamentari per la pausa estiva.
Il ventaglio viene consegnato dal presidente dell'ASP; alla cerimonia partecipano il Direttivo, gli iscritti all'associazione e varie personalità del giornalismo, nonché alte cariche del Governo italiano ed esponenti del Parlamento. L'occasione è colta principalmente per fare un bilancio sull'anno di attività politica e parlamentare, per consegnare i premi giornalistici istituiti dall'ASP nonché per scambiarsi auguri di buone ferie.
Analoga cerimonia si svolge tradizionalmente a Palazzo dei Normanni con il presidente dell'Assemblea Regionale Siciliana e i rappresentanti della stampa che seguono i lavori parlamentari dell’Ars.

## Storia

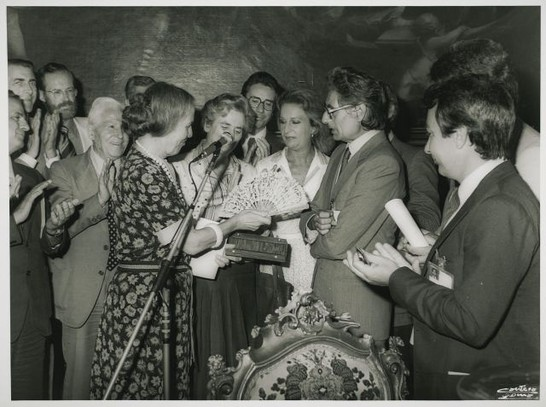
Nilde Iotti riceve il ventaglio nel 1980

Il primo ventaglio fu consegnato il 7 luglio 1893 al Presidente della Camera Giuseppe Zanardelli; si trattava di un semplice ventaglio di carta sul quale erano apposte le firme di tutti i giornalisti della tribuna stampa. Dal 1871, infatti, l'Assemblea era ospitata nella provvisoria aula Comotto, approntata in fretta in un cortile di Montecitorio, che risultò essere molto calda d'estate e ghiacciata d'inverno; nei primi giorni di luglio del 1893, molti giornalisti della tribuna stampa, per combattere l'afa dell'aula, usarono dei ventagli. Zanardelli notò la trovata ed espresse ad alcuni corrispondenti, con ironia, la propria invidia. Da qui, il pretesto per il semplice dono.
Tale omaggio al Presidente della Camera si è poi ripetuto negli anni, interrompendosi durante il periodo fascista per riprendere poi nel secondo dopoguerra, estendendosi anche al Presidente del Senato e, dal 1993, al Presidente della Repubblica. Il primo Presidente della Repubblica a ricevere il ventaglio fu Oscar Luigi Scalfaro, in quanto, per breve tempo, dal 24 aprile al 25 maggio 1992, fu presidente della Camera dei deputati, ed eletto poi al Quirinale il 28 maggio, senza poter quindi ricevere il tradizionale ventaglio di luglio. La cerimonia fu da allora estesa anche al capo dello Stato. Analoga cerimonia si tiene in agosto, a Palermo, per il Presidente dell'Assemblea Regionale Siciliana.
Artisti giornalisti come Gandolin, Paolo Lioy, Zanetti, Carlo Montani (la cui opera, consegnata nel 1912 a Giuseppe Marcora, fu molto apprezzata), Chierici, Marchetti, si sono prestati nella decorazione dell'omaggio. Negli anni, sono stati donati anche preziosi esemplari d'antiquariato, risalenti ai secoli scorsi. Nel 2006, i tre ventagli sono stati realizzati da studenti dell'Accademia di belle arti di Roma, grazie a un concorso promosso dall'ASP. Dal 2007 il bando è stato esteso a tutti gli studenti dei corsi di pittura e decorazione delle accademie italiane, con premi in denaro per i vincitori.

## I ventagli delle accademie

### 2006
- Presidenza della Repubblica: Sara Capobianco, Roma.[6]
- Senato: Alessia Santirosi, Roma.[7]
- Camera: Luana Romano, Roma.[8]

### 2007
- Presidenza della Repubblica: Naomi Yuki, Roma.
- Senato: Loris Gargioli, Roma.
- Camera: Cosimo Brunetti, Roma.

### 2008
- Presidenza della Repubblica: Aleksa Bracic, Torino.
- Senato: Claudia Sanfilippo, Roma.
- Camera: Eydokia Panagiotopoulou, Roma.[9]

### 2009
- Presidenza della Repubblica: Consuelo Macias, Roma.

### 2010
- Presidenza della Repubblica: Enrica Ferrini, Torino.
- Senato: Giulia Simonetti, Milano.
- Camera: Adelaide Stazi, Roma.

### 2011
- Presidenza della Repubblica: Monica Pezzoli, Roma.
- Senato: Anna Botteon, Torino.
- Camera: Davide Signorini, Milano.

### 2012
- Presidenza della Repubblica: Volha Piashko, Roma.

### 2013
- Presidenza della Repubblica: Riccardo Bucella, Urbino.
- Senato: Iuliia Baziaeva, Macerata.
- Camera: Alberto Sangiorgio, Palermo.